# Carlos Septién
Carlos Septién González (18 gennaio 1923 – 1978) è stato un calciatore messicano, di ruolo attaccante.

## Palmarès

### Club

#### Competizioni nazionali
- Coppa del Messico: 1

Atlante: 1950-1951